# Unione Sportiva Agropoli 1921
La Unione Sportiva Agropoli 1921 es un club de fútbol de Italia, con sede en Agropoli, en la región de Campania. Fue fundado en 1921 y compite en la Eccellenza Campania, quinta categoría del fútbol italiano.

## Historia
El primer equipo futbolístico de Agropoli fue fundado en 1921, bajo el nombre de Unione Sportiva Pro Agropoli. En 2012, logró ascender a la Serie D, el cuarto nivel del fútbol en Italia. Permaneció en esta división hasta la temporada 2016-17, cuando al finalizar en el decimosexto lugar del grupo H, descendió a la Eccellenza Campania. En 2019, fue ascendido administrativamente a la Serie D para completar el número establecido de equipos; sin embargo, bajó otra vez a la Eccellenza después de una sola temporada.

## Estadio

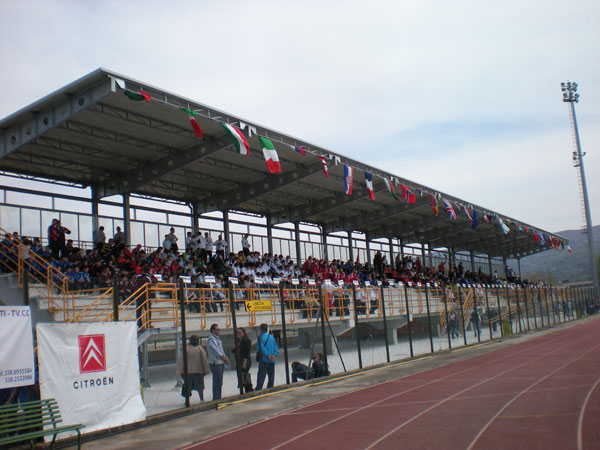
Estadio Raffaele Guariglia.

Juega de local en el Estadio Raffaele Guariglia de Agropoli, con capacidad para 2500 espectadores.

## Palmarés

### Torneos regionales
- Eccellenza Campania (1): 2011-12 (Grupo B)
- Promozione Campania (2): 1989-90 (Grupo C), 2002-03 (Grupo D)
- Prima Categoria Campania (1): 1973-74